# Waco XC-62
Pour les articles homonymes, voir Waco.
Le Waco XC-62 est un projet d'avion de transport militaire américain de la Seconde Guerre mondiale. Le projet est abandonné sans qu'aucun appareil ne soit construit.

## Historique
Une pré-série de 13 avions est commandée en octobre 1941 dans le cadre d'un contrat portant sur 240 exemplaires qui sera annulé au profit du Curtiss-Wright C-76 Caravan avant même la fabrication du prototype.